# Anders Ahlqvist
Anders Eric Olof Ahlqvist, född 17 februari 1945 i Stockholm, död 23 augusti 2018 i Kyrkslätt, var en finländsk filolog.
Ahlqvist blev Doctor of Philosophy 1974, var tillförordnad professor i allmän språkvetenskap vid Helsingfors universitet 1988–1989 och tillträdde 1994 en personell professur i forn- och medeliriska samt keltisk filologi vid National University of Ireland i Galway. Sedan 1979 var han även docent i keltologi vid Helsingfors universitet. I sin forskning inriktade han sig på irisk morfologi och syntax, lingvistikens historia samt sociolingvistik. Han deltog aktivt i internationellt forskningssamarbete inom sitt område. Bland hans publikationer märks The Early Irish Linguist (1983).

## Utmärkelser
- Riddartecknet av I klass av Finlands Vita Ros’ orden[1]

[Redigera Wikidata]